# Fridvald
Fridvald (718 m) – szczyt w Rudawach Słowackich (Slovenské rudohorie). W regionalizacji słowackiej zaliczany jest do Pogórza Rewuckiego (Revucká vrchovina). Na opisanej panoramie zamontowanej na punkcie widokowym przy szosie pod szczytem Dobšinský kopec opisany jest jako Frivald.
Wznosi się nad miejscowością Dobszyna (Dobšiná) w grzbiecie oddzielającym dolinę rzeki Slaná od doliny Dobszyńskiego Potoku (Dobšinský potok). W grzbiecie tym, w kolejności od zachodu na wschód znajdują się szczyty: Buchvald (1293 m), Skalie (1076 m), Strieborná (880 m), Fridvald i Končistá. Fridvald porośnięty jest lasem, ale grzbiet ciągnący się do szczytu Končistá jest bezleśny – ciągnie się nim długa hala pasterska, obecnie stopniowo zarastająca lasem.